# Reacción de Blaise
La reacción de Blaise es una reacción orgánica que forma un β-cetoéster a partir de la reacción del zinc con un α-bromoéster y un nitrilo. El intermediario final es una metaloimina, la cual es hidrolizada para dar el β-cetoéster deseado.
Los ésteres alifáticos voluminosos tienden a dar altos rendimientos. Steven Hannick y Yoshito Kishi desarrollaron una modificación.
Se ha observado que los grupos hidroxilos libres pueden tolerar el curso de esta reacción, lo cual no es común para reacciones de organometálicos. 

## Mecanismo
El organometálico ataca al carbono del nitrilo, formándose el complejo con zinc, el cual tautomeriza a enamina-enolato. La hidrólisis de la amina proporciona el grupo ceto deseado. 